# Kotigehalli, Tiptur
Kotigehalli là một làng thuộc tehsil Tiptur, huyện Tumkur, bang Karnataka, Ấn Độ.